# 懷孕分級
懷孕分級（英語：Pregnancy category）是藥物學中用來評估女性在懷孕期間服用藥物對胎兒可能造成傷害的危險程度，但是在母乳中出現藥物或是出現藥物代謝物所可能造成的傷害則不包括在懷孕分級中。
每一種藥物都會在產品說明書中註明懷孕分級資訊，在英國，當某種藥物沒有設定分類時，則參考英國國家處方集所提供的懷孕藥物列表，該表列出懷孕時應避免服用或是應小心使用的藥物。

## 美國
1979年，美國食品藥物管理局（U.S. FDA）根據瑞典在1978年開始使用的藥物分類系統，發展出相似的針對藥物造成胎兒危害的分類系統，該系統對於懷孕分級做了以下定義：
| 美國食品藥物管理局藥品懷孕分級 | |
| A類                            | 經由適當的且良好控制的臨床人體試驗研究，仍無法證明對懷孕初期的胎兒有危險性，同時也沒有證據顯示對懷孕中期或懷孕晚期的胎兒有危險性。                                                                                         |
| B類                            | 動物生殖試驗無法證明對胎兒有危險性，並且缺乏對懷孕婦女進行適當的且良好控制的臨床人體試驗；或是動物試驗顯示對胎兒有副作用，但是對懷孕婦女進行適當的且良好控制的臨床人體試驗後無法證明對三個懷孕期中任何一期的胎兒有危險性。 |
| C類                            | 動物生殖試驗顯示對胎兒有副作用，並且缺乏適當的且良好控制的臨床人體試驗，但是即使可能有危險性，仍可保證懷孕婦女使用藥物可以獲得可能的利益。                                                                                 |
| D類                            | 根據調查結果或是市售經驗或是人體試驗有證據顯示對人體胎兒有危險性，但是即使可能有危險性，仍可保證懷孕婦女使用藥物可以獲得可能的利益。                                                                                       |
| X類                            | 動物試驗或是人體試驗顯示會造成畸胎，且（或）根據調查結果或是市售經驗有證據顯示對人體胎兒有危險性，並且懷孕婦女使用藥物所產生的危險性明顯地高過可以獲得的可能利益。                                                         |
| N類                            | FDA尚未分類的藥物。 |

美國食品藥物管理局版本懷孕分級的特徵是要求相對大量的高品質研究數據，才能將藥物歸為A類，然而這種作法的結果就是許多在其他國家歸為A類的藥物，在美國卻會被歸為C類。

## 澳洲
澳洲版的懷孕分級與美國版有些不同，主要是在B類中增加了次分類。澳洲的系統如下表所列，是由處方藥諮詢委員會（Advisory Committee on Prescription Medicines, ACPM）建立。
| 澳洲藥物評估委員會懷孕分級 | |
| A類                        | 藥物已經讓大量懷孕婦女或是正在生育年齡的婦女服用，產下畸胎的比率沒有提高，也沒有觀察到任何對胎兒造成直接或間接傷害的反應。                                                                                          |
| B1類                       | 藥物僅讓少量懷孕婦女或是正在生育年齡的婦女服用，產下畸胎的比率沒有提高，也沒有觀察到任何對胎兒造成直接或間接傷害的反應。 動物實驗沒有證據顯示會增加胎兒傷害的可能性。                                               |
| B2類                       | 藥物僅讓少量懷孕婦女或是正在生育年齡的婦女服用，產下畸胎的比率沒有提高，也沒有觀察到任何對胎兒造成直接或間接傷害的反應。 僅有不適當的動物實驗或是缺乏動物實驗，但在可取得的實驗結果中顯示沒有增加胎兒傷害的可能性。 |
| B3類                       | 藥物僅讓少量懷孕婦女或是正在生育年齡的婦女服用，產下畸胎的比率沒有提高，也沒有觀察到任何對胎兒造成直接或間接傷害的反應。 動物實驗的證據顯示增加胎兒傷害的可能性，但在人體的重要性仍無法確定。                       |
| C類                        | 由於藥物本身的藥理作用，已經導致或是懷疑會對胎兒或新生兒產生有害的影響，這些影響可能可以復原。 |
| D類                        | 藥物已經、或是懷疑已經升高胎兒產生畸形的可能性，或是預期會升高胎兒產生畸形的可能性及造成不可復原的傷害。這些藥物也可能有藥理學的副作用。                                                                            |
| X類                        | 藥物有很高的風險會對胎兒造成永久性的傷害，因此完全不可以讓懷孕婦女或是有可能已經懷孕的婦女使用。 |

B類的次分類雖然提供了額外的資訊以幫助評估藥物的風險與藥效，但是也呈現了次分類系統的問題：即是缺乏或是僅有不適當的人體試驗的資料，因此只能根據動物試驗的結果進行分類。進一步地說，分為B類的藥物並不見得比C類的藥物更安全。
D類藥物並非絕對禁止懷孕婦女使用，在某些案例中，會將有疑慮的藥物分為D類。

## 德國
| 分級  | 描述 |
| ----- | --- |
| Gr 1  | 經過多次的臨床人體試驗和動物試驗，都無法證明出為對胎兒存在毒性或致畸風險的藥物。                                 |
| Gr 2  | 經過多次的臨床人體試驗都無法證明出為對胎兒存在毒性或致畸風險的藥物。                                             |
| Gr 3  | 經過多次的臨床人體試驗，都無法證明出對胎兒存在毒性或致畸風險，但於動物試驗樣本中發現對胎兒存在毒性或致畸的風險。 |
| Gr 4  | 缺乏適當的且良好控制的臨床人體試驗，但於動物試驗中無法證明出為對胎兒有毒性或致畸的藥物。                         |
| Gr 5  | 缺乏適當的且良好控制的臨床人體試驗。                                                                             |
| Gr 6  | 缺乏適當的且良好控制的臨床人體試驗，但於動物試驗樣本中發現對胎兒存在毒性或致畸的風險。                           |
| Gr 7  | 該藥物最少會對第一孕期（一至十二週）的人體存在毒性或致畸風險。                                                   |
| Gr 8  | 該藥物對第二和第三孕期（十三至四十週）的胎兒有存在毒性風險。                                                     |
| Gr 9  | 該藥物存在引起產前的併發症或異常情況的風險。                                                                     |
| Gr 10 | 該藥物存在影響胎兒激素的風險。                                                                                   |
| Gr 11 | 該藥物已知對胎兒存在著造成致畸或致癌的風險。                                                                     |

## 以某些藥物的分級為例
這裡呈現的資訊僅供說明和比較，可能會由更新的資料取代。
| 在不同國家的懷孕分級中的分類 |      |      |
| 藥物                         | 澳洲 | 美國 |
| 对乙酰氨基酚/撲熱息痛        | A    | B    |
| 乙醯水楊酸/阿司匹林          | C    | D    |
| 阿莫西林                     | A    | B    |
| 双氯芬酸钠                   | C    | C    |
| 異維A酸                      | X    | X    |
| 帕罗西汀                     | C    | D    |
| 苯妥英                       | D    | D    |
| 利福平                       | C    | C    |
| 沙利度胺                     | X    | X    |
| 茶碱                         | A    | C    |
| 去炎松                       | A    | C    |

## 外部連結
- Sannerstedt R, Lundborg P, Danielsson BR;  et al. . Drug Saf. February 1996, 14 (2): 69–77. PMID 8852521. doi:10.2165/00002018-199614020-00001.
- Food and Drug Administration. Federal Register 1980;44:37434-67